# Stefano Giliati
Stefano Luigi Giliati (* 7. Oktober 1987 in Montreal, Québec) ist ein italo-kanadischer Eishockeyspieler, der seit 2021 bei Asiago Hockey in der Alps Hockey League unter Vertrag steht.

## Karriere
Giliati begann seine Karriere in der Saison 2002/03 bei den West Islands Lions in der kanadischen Juniorenliga QMAAA, wo er in zwei Spielzeiten auf dem Eis stand. In der Spielzeit 2004/05 spielte er für die Lewiston MAINEiacs in der Ligue de hockey junior majeur du Québec, ehe er im folgenden Jahr innerhalb der Liga zu den Lewiston MAINEiacs wechselte. Im Frühjahr 2008 wurde der Angreifer von den Toronto Maple Leafs aus der National Hockey League verpflichtet, kam aber in den folgenden zweieinhalb Jahren ausschließlich für deren Farmteam Toronto Marlies in der American Hockey League sowie zeitweise für die Reading Royals in der ECHL zum Einsatz. Im August 2010 wurde Giliati im Austausch für Matt Lashoff zu den Tampa Bay Lightning transferiert, wurde aber in der Spielzeit 2010/11 erneut lediglich für das Farmteam Norfolk Admirals in der AHL eingesetzt.
Im Sommer 2011 entschied sich Giliati für einen Wechsel nach Europa und lief in der Saison 2011/12 für den italienischen Erstligisten HC Bozen auf, mit denen er die Meistertitel gewinnen konnte. Durch gute Offensivleistungen konnte er sich für einen Vertrag beim finnischen Klub SaiPa empfehlen, für die er von 2012 bis 2014 in zwei Spielzeiten in der Liiga auf dem Eis stand und zwischenzeitlich auch leihweise zwei Spiele für den Zweitligisten SaPKo absolvierte. Zur Saison 2014/15 wechselte der Linksschütze innerhalb der Liga zu den Espoo Blues, ehe er im Juli 2015 einen Vertrag beim KHL Medveščak Zagreb aus der Kontinentalen Hockey-Liga unterschrieb. Im Oktober 2016 wechselte er zu den Schwenninger Wild Wings, nachdem er beim HC Davos ein erfolgloses Try-out absolviert hatte. Nach drei Jahren bei den Schwenninger Wild Wings ging er erneut in die Schweiz zu den SCL Tigers.
Im August 2019 kehrte Giliati nach Italien zurück, als er einen Einjahresvertrag beim HC Bozen unterschrieb. Zwei Jahre später wechselte er zu Asiago Hockey in die Alps Hockey League.

### International
Mit dem Team Canada nahm Giliati 2014 am Spengler Cup teil. Bei der Weltmeisterschaft 2021 spielte Giliati erstmals für die Italienische Nationalmannschaft, mit der er auch an der Olympiaqualifikation für die Winterspiele in Peking 2022 teilnahm.

## Erfolge und Auszeichnungen
- 2008 LHJMQ First All-Star-Team
- 2012 Italienischer Meister mit dem HC Bozen

## Karrierestatistik
(Legende zur Spielerstatistik: Sp oder GP = absolvierte Spiele; T oder G = erzielte Tore; V oder A = erzielte Assists; Pkt oder Pts = erzielte Scorerpunkte; SM oder PIM = erhaltene Strafminuten; +/− = Plus/Minus-Bilanz; PP = erzielte Überzahltore; SH = erzielte Unterzahltore; GW = erzielte Siegtore; 1 Play-downs/Relegation; Kursiv: Statistik nicht vollständig)